# 杉 (松型駆逐艦)
杉（すぎ）は、日本海軍が大東亜戦争（太平洋戦争）で運用した駆逐艦。松型駆逐艦の7番艦。艦名としては樺型駆逐艦の9番艦「杉」に続いて2代目。

## 概要
日本海軍が藤永田造船所で建造した駆逐艦で、1944年（昭和19年）8月25日に竣工した。訓練部隊の第十一水雷戦隊に編入され、瀬戸内海西部で訓練をおこなう。
捷一号作戦発動により小沢機動部隊に編入される。
10月20日に内海西部を出撃したが、燃料不足のため僚艦「桐」と共に離脱し、10月25日の対空戦闘には参加していない（レイテ沖海戦）。内地帰投後、第三十一戦隊と共に第四航空戦隊を護衛して南西方面に進出した。
11月15日より第52駆逐隊に所属した。
マニラ回航後、12月上旬に第八次多号作戦に参加し、小破した。
12月下旬、礼号作戦に参加した。
1945年（昭和20年）1月21日、台湾高雄港で米軍機動部隊艦上機の空襲を受けて損傷した。
3月中旬より呉で修理をおこない、以後は内海西部で待機した。戦後は復員輸送に従事した。その後、国府海軍（のちの台湾海軍）に引き渡され、「恵陽（フェイヤン）」と命名された。

## 艦歴

### 建造から練習部隊
仮称艦名、5487号艦。1944年（昭和19年）2月25日、藤永田造船所で起工。6月5日、「杉」と命名され、「槇」「樅」とともに松型駆逐艦に類別された。
7月3日、進水。7月15日、重巡「那智」水雷長の菊池敏隆少佐が艤装員長に補職される。
8月25日、竣工し、佐世保鎮守府籍となる。同日、菊池艤装員長が正式に艦長となり、艤装員事務所が撤去された。
就役後、訓練部隊の第十一水雷戦隊（司令官高間完少将） に編入された。
8月25日時点の十一水戦旗艦は駆逐艦「桑」であった。
軽巡洋艦「多摩」の十一水戦編入により、8月30日から「多摩」が旗艦となった。
「杉」は大阪を出発して瀬戸内海に回航された。
これ以降、10月中旬まで十一水戦僚艦や、瀬戸内海西部所在だった第二遊撃部隊と、訓練をおこなう。
10月15日、小沢治三郎中将は駆逐艦「秋月」と「杉」に対し、鹿児島への緊急弾薬輸送を行うよう命じた。
10月16日朝、小沢長官は秋月型駆逐艦2隻（若月、涼月）に対し、台湾高雄への第六五三海軍航空隊人員と基地物件輸送を命じた。同日午後2時、「秋月」「杉」は呉を出発した。同日夜、都井岬沖合を航行中の「若月」「涼月」をアメリカ潜水艦「ベスゴ (USS Besugo, SS-321) 」が襲撃、被雷した「涼月」は艦首を失った。
10月17日午前6時30分、小沢長官は「涼月」の呉帰投と「杉」への物件移載、さらに「若月」艦長の指揮による「若月」と「杉」の台湾輸送を命じた。これに対し連合艦隊は「若月」と「涼月」を鹿児島に入港させ、練習巡洋艦「鹿島」と第30駆逐隊（夕月、卯月）に物件を移すよう命じた。同日正午、「秋月」と「杉」は鹿児島に到着した。
そのころ南西方面では、アメリカ軍がフィリピン、レイテ湾のスルアン島に上陸を開始した。日本海軍は捷一号作戦警戒を発令した。「若月」「涼月」「杉」に対する台湾輸送命令は取り消された。実際に高雄輸送をおこなったのは「鹿島」「夕月」「卯月」だった。
10月18日夕刻に日本軍は捷一号作戦を発動した。
この作戦は第三艦隊司令長官・小沢治三郎中将が率いる機動部隊が囮となって第38任務部隊（マーク・ミッチャー中将）をひきつけ、その隙に第二艦隊司令長官・栗田健男中将率いる第一遊撃部隊（通称「 栗田艦隊 」または「 栗田部隊 」）がレイテ湾に突入しアメリカ軍の上陸部隊を撃破するというものであった。
小澤機動部隊の護衛は第二遊撃部隊（第五艦隊）が担当していたが、台湾沖航空戦の「残敵掃討」に投入されてしまった。このため第三航空戦隊と第四航空戦隊の警戒兵力が不足し、連合艦隊は内地所在の第十一水雷戦隊から軽巡「多摩」と「杉」を、対潜掃蕩部隊の第三十一戦隊から一部兵力を、機動部隊に編入した。高間少将は十一水戦旗艦を「多摩」から駆逐艦「檜」に変更し、内地に残った。四航戦のうち空母「隼鷹」と「龍鳳」は搭載する航空隊がなく、出撃しなかった。出撃各艦は内地残留の「隼鷹」から燃料を補給した。
10月20日夕刻、空母4隻と航空戦艦2隻を基幹とする小沢機動部隊は豊後水道を出撃した。
10月22日、「杉」は空母「千歳」から重油の洋上補給を行う。
10月23日午前より、小沢機動部隊は対潜警戒を主とした第一警戒航行序列から、対空警戒を主とした輪形陣に切り替えた。輪形陣は、第五群（瑞鶴、瑞鳳、伊勢、大淀、多摩、初月、秋月、若月、杉、桐）と、第六群（千代田、千歳、日向、五十鈴、霜月、槇、桑）にわかれていた。
翌10月24日、上空警戒にあたっていた「瑞鶴」の零戦1機が着艦に失敗して海上に墜落し、「桐」と「杉」が捜索を行う。
捜索後、同日深夜には第四航空戦隊（日向、伊勢）及び秋月型駆逐艦4隻（初月、若月、秋月、霜月）からなる機動部隊前衛部隊に「桐」と「杉」は再合流、前衛部隊に後続する事とした。しかし同時刻に上空を飛行していた空母「インディペンデンス (USS Independence, CVL-22) 」所属の夜間哨戒機を発見し、同機の発した無線通信が艦内電話に混線した事などもあり、「桐」艦長・川畑誠少佐はこの前衛部隊を米軍機動部隊であると誤認、「桐」「杉」は反転離脱した。その後、「桐」は「燃料の余裕がない」との機関長の進言もあって高雄に向かい、「杉」もこれに同行している。
23時53分、小沢長官は「前衛（四航戦）と『杉』は本隊に合同せよ。『桐』は奄美大島で補給した上で合同せよ」と命じた。この命令があったものの、「桐」と「杉」は機動部隊と再合流できなかったため2隻とも10月25日のエンガノ岬沖海戦に参加していない。「杉」は10月26日午前9時30分に高雄市到着、つづいて奄美大島に向かい10月29日着。補給部隊のタンカー「たかね丸」（日本海運、10,021トン）から200トンの重油を補給してもらった。給炭艦「室戸」の生存者158名を乗せ、「桐」とともに同日に奄美大島を出港し、翌10月30日に呉に帰投した。
「杉」と共に出撃した十一水戦の軽巡「多摩」はアメリカ潜水艦「ジャラオ (USS Jallao, SS-368) 」に撃沈され、全乗組員が戦死した

### 南西方面作戦
11月2日付で、十一水戦の松型2隻（杉、桑）は第三十一戦隊（司令官江戸兵太郎少将）の指揮下に入った。
第三十一戦隊は旗艦の軽巡洋艦「五十鈴」と、護衛部隊（秋月型駆逐艦〈霜月〉、松型駆逐艦〈 桑、桐、杉、桃、梅〉）という編成で、南方に進出する第四航空戦隊の航空戦艦2隻（日向、伊勢）を護衛する。
南方輸送部隊「H部隊」は11月9日に五島列島有川湾を出撃し、馬公経由で14日に南沙諸島（新南群島）に到着した。
11月15日、日本海軍は松型5隻（桑、檜、樅、杉、樫）で第52駆逐隊を新編した。駆逐隊司令には岩上次一大佐が任命された。引き続き第十一水雷戦隊に編入された。
11月17日、新南群島で四航戦と護衛艦艇（霜月、梅、桐）と別れ、第三十一戦隊はマニラに進出した
11月25日、第52駆逐隊は第三十一戦隊に編入された。この頃、第三十一戦隊は第五艦隊に編入されていた。さらに北東方面艦隊の解隊にともない第五艦隊は12月5日付で南西方面艦隊に編入され、第五艦隊隷下の第三十一戦隊も自動的に南西方面艦隊所属となった。軍隊区分においては、南西方面部隊の警戒部隊であった。
南西方面艦隊はレイテ島西岸オルモック湾への輸送作戦である多号作戦を依然として続行しており、「杉」も第八次多号作戦に参加することになった。マニラ出撃前、第七次多号作戦から帰投した姉妹艦「竹」の損傷状況を目撃して、杉乗組員は厳しい作戦を覚悟したという。
12月5日、駆逐艦3隻（梅、桃、杉）、駆潜艇2隻（第18号、第38号）、「第11号輸送艦」、輸送船3隻、SS艇3隻から成る第八次多号作戦部隊はマニラを出撃した。指揮官は第43駆逐隊司令・菅間良吉大佐で、「梅」に座乗していた。
上陸予定日の12月7日早朝、日本陸軍航空部隊がオルモック南方に大規模船団を発見、上級司令部は判別に迷ったが、やがて敵輸送船団と判明した。日本陸海軍航空部隊は、多号作戦部隊の護衛と、敵上陸船団攻撃の、二つの任務を実施する。
アメリカ軍第77師団のオルモック南方上陸でレイテ島地上戦の状況が一変し、第43駆逐隊司令はオルモック湾への接近を断念、揚陸地をレイテ島西岸北方のサン・イシドロに変更した。
同日午前9時、第八次輸送部隊はサン・イシドロに到着して揚陸を開始した。のべ25機の日本海軍戦闘機が船団の上空直掩を実施した。同地には接岸施設がなく、兵員の揚陸は成功したが重火器の揚陸は出来なかった。また揚陸中にタクロバンからの陸軍機と海兵隊機の爆撃を受け、多数の死傷者を出した。輸送船も撃沈されたり海岸に擱座して壊滅した。
重装備を失ってレイテ島に上陸した第六十八旅団は、その後の地上戦で「消滅」した。マニラへの帰投中、空襲を受け「杉」は損傷した。F4U戦闘機複数から機銃掃射を受け、軍医長を含め多数の乗組員が倒れた（戦死35名、負傷43名）。誘爆を防ぐため魚雷も投棄した。

12月9日昼頃、「杉」はマニラにたどり着いた。同地では駆逐艦3隻（夕月、卯月、桐）が第九次多号作戦のため出撃準備を整えており、「桐」乗組員は「杉」の損傷状態を目の当たりにした。
12月13日、陸軍偵察機がミンドロ島を目指す連合軍大部隊を発見した。
12月14日をもって第十次多号作戦（駆逐艦「清霜」、松型駆逐艦複数参加予定）は中止された。同日、第38任務部隊（ジョン・S・マケイン・シニア中将）の艦上機はマニラを含めルソン島各地を襲撃した。「杉」「樫」「榧」はマニラを脱出する。姉妹艦「梅」は海南島経由で香港へ脱出した。マニラ空襲で損傷していた「桃」は、高雄にむけ避退中の12月15日夜にアメリカ潜水艦「ホークビル (USS Hawkbill, SS-366) 」の雷撃で沈没した。
12月14日20時、南西方面艦隊司令長官大川内傳七中将（南西方面部隊指揮官）は、敵がルソン島に来攻した場合に第二遊撃部隊（第五艦隊）と第三十一戦隊の駆逐艦4隻（梅、榧、杉、樫）で突入作戦を実施させるため、両部隊の南沙諸島進出を命じた。第二遊撃部隊は既にカムラン湾に進出していた。
マニラ脱出後の「杉」「樫」「榧」は、ひとまず南沙諸島で様子をうかがっていた。
12月15日、アメリカ軍はミンドロ島に上陸を開始してミンドロ島の戦いが始まる。
12月16日午前8時35分、大川内長官は、南沙諸島に待機中の「杉」「樫」「榧」によるミンドロ島サンホセへの殴り込み作戦を発令。突撃部隊指揮官は第43駆逐隊司令・菅間良吉大佐であった。
計画では「マニラへ向かう航路を取りつつカラミアン諸島を背景にサンホセに突入し、突入後はマニラに帰投する」という作戦だった。この時、「杉」「樫」「榧」はカムラン湾入港直前だったという。「樫」は給水ポンプの復旧の見込みが立たず速力は21ノットを出すのがやっと、「杉」は多号作戦での損傷が癒えておらず、「榧」も不具合を抱えていた。同日夕刻、43駆司令指揮下の「杉」「樫」「榧」はカムラン湾に入港し、タンカー「日栄丸」（日東汽船、10,020トン）から燃料を補給した。同日夜、連合艦隊司令部（参謀長草鹿龍之介中将、先任参謀神重徳大佐）は南西方面部隊に対し、第二遊撃部隊のミンドロ島突入を迫った。
12月17日、松型3隻はカムランを出撃したが海上は台風で大荒れだった。同日午後、菅間司令は松型3隻の状態から突入作戦成功の見込みなしと判断し、サンジャックに移動して修理すると報告した。
12月18日夜、第二遊撃部隊がサンジャックに到着する。菅間司令は松型3隻の12月20日夜突入と「但シ 司令ハ肺浸潤俄カニ重リシトシテ「サイゴン」病院ニ入院」を打電した。3隻は「榧」艦長の指揮下で再出撃したが、12月19日午前5時46分になり大川内長官は松型3隻の突入中止と、第二遊撃部隊との合同を命じた。
12月20日、連合艦隊司令部（草鹿参謀長、神重徳参謀）は南西方面艦隊にミンドロ島逆上陸と水上部隊殴り込みを督促した。大川内中将は第二水雷戦隊（司令官木村昌福少将）を中心としてサンホセへの突入作戦を行うよう、志摩中将に命令した。
第二遊撃部隊指揮官（第五艦隊司令長官）は旗艦を重巡「足柄」から航空戦艦「日向」に変更した。
12月21日21時30分、「樫」「榧」「日栄丸」はサンジャックを出発、12月22日夕刻にカムラン湾へ進出した。挺身部隊（指揮官・木村昌福少将、第二水雷戦隊司令官）の集結を待ち、12月24日にカムラン湾を出撃して殴りこみ作戦「礼号作戦」が開始された。挺身部隊は、第一挺身隊（旗艦「霞」、一番隊〈 清霜、朝霜 〉、二番隊〈 榧、杉、樫 〉）、第二挺身隊（足柄、大淀）という編成であった。
作戦を通じ、「杉」は空襲による至近弾でレーダーが使用不能となったほか、砲戦および魚雷戦に必要な装置も破損したが、人的な面では戦死した乗員はおらず軽傷者1名を出しただけだった。
カムラン湾への帰路についていた12月28日午後、南西方面艦隊は「榧」「樫」「杉」を第二遊撃部隊からとりあげ、南西方面部隊警戒部隊に編入した。二番隊は二水戦から遅れてカムラン湾へむけ航行中、アメリカ潜水艦「デイス (USS Dace, SS-247) 」の雷撃により仏印沖で沈没した給糧艦「野埼」の乗員を発見、救助を実施した。12月29日11時35分、二番隊はカムラン湾に帰投して大型艦から燃料を補給した。同日14時、「杉」や「大淀」等はカムラン湾を出発、12月30日13時サンジャックに到着した。なおマニラから姉妹艦2隻（樅、檜）がカムラン湾に到着し、このうち「樅」には第三十一戦隊司令部（鶴岡少将）が乗艦していた。同日午後、サンジャックにて鶴岡少将は第三十一戦隊旗艦を「樅」から「樫」に変更した。

### 1945年の行動
1945年（昭和20年）1月1日、「杉」はサンジャックを出港して香港経由で1月7日に台湾高雄に到着した。なお1月6日付で「杉」は第52駆逐隊の司令駆逐艦に指定された。
1月8日朝、南西方面艦隊は第三十一戦隊に「梅」「樫」「杉」のルソン島リンガエン湾突入を促した。1月9日朝、南西方面艦隊は水上部隊のリンガエン湾突入をあきらめたので、高雄で修理中の「榧」は舞鶴へ帰投し、香港で修理中の「梅」も高雄へ移動した。1月10日、南西方面部隊指揮官（南西方面艦隊長官）は各部隊の任務を変更した。第三十一戦隊（司令官鶴岡信道少将）に対し「警戒部隊ハ指揮官所定ニ依リ台湾海峡及呂栄海峡方面ニ於ケル敵潜水艦掃討ヲ行フト共ニ 台湾、呂栄間ノ作戦輸送ニ任ズベシ」と命じたのである。
「杉」は高雄で修理を続けていたが、レーダーや方位磁針の修理が出来ない事から、佐世保への回航が決まる。
1月21日、高雄で第38任務部隊艦上機の空襲を受け、「梅」「樫」「杉」が応戦する。「杉」は至近弾数発を受けてレーダーなどに被害をうける。「樫」を旗艦としていた第三十一戦隊司令部は、陸上の高雄警備府に将旗を掲げた。
損傷艦はただちに基隆への回航が命じられ、1月23日に到着した。応急修理の後2月1日、「杉」「樫」は出港し、舟山群島で南号作戦のヒ88A船団部隊（せりあ丸〈三菱汽船、10,238トン〉、海防艦2隻〈第205号、第41号〉） に合流して門司まで護衛を行った。2月7日、ヒ88A船団部隊は門司に到着した。「杉」は護衛終了後の2月8日に佐世保に帰投し、佐世保海軍工廠で修理が行われた。
航海中の2月5日付で第五艦隊が解隊されて第十方面艦隊が新編された。第三十一戦隊は連合艦隊付属を経て、3月15日付で第二艦隊に編入された。第三十一戦隊司令部は空路で内地に戻り、駆逐艦「竹」や秋月型駆逐艦「花月」に将旗を掲げた。
第三十一戦隊の第二艦隊編入3日前に「杉」は第52駆逐隊の司令駆逐艦となった。杉谷長秀大佐（当時、駆逐艦「涼月」艦長）が第52駆逐隊司令に補職された。
修理後、「杉」は呉に回航されて戦艦「大和」の護衛にあたるが、間もなく呉海軍工廠で再度の修理が行われた。
4月20日、第二艦隊と第二水雷戦隊の解隊により、第三十一戦隊は連合艦隊付属となった。
5月20日、第三十一戦隊と軽巡洋艦「北上」（人間魚雷回天母艦）などで海上挺進部隊が編成され、「杉」も同部隊に所属した。
その後は瀬戸内海で訓練と待機の日々を過ごし、終戦時は呉に在泊していた。10月5日除籍。

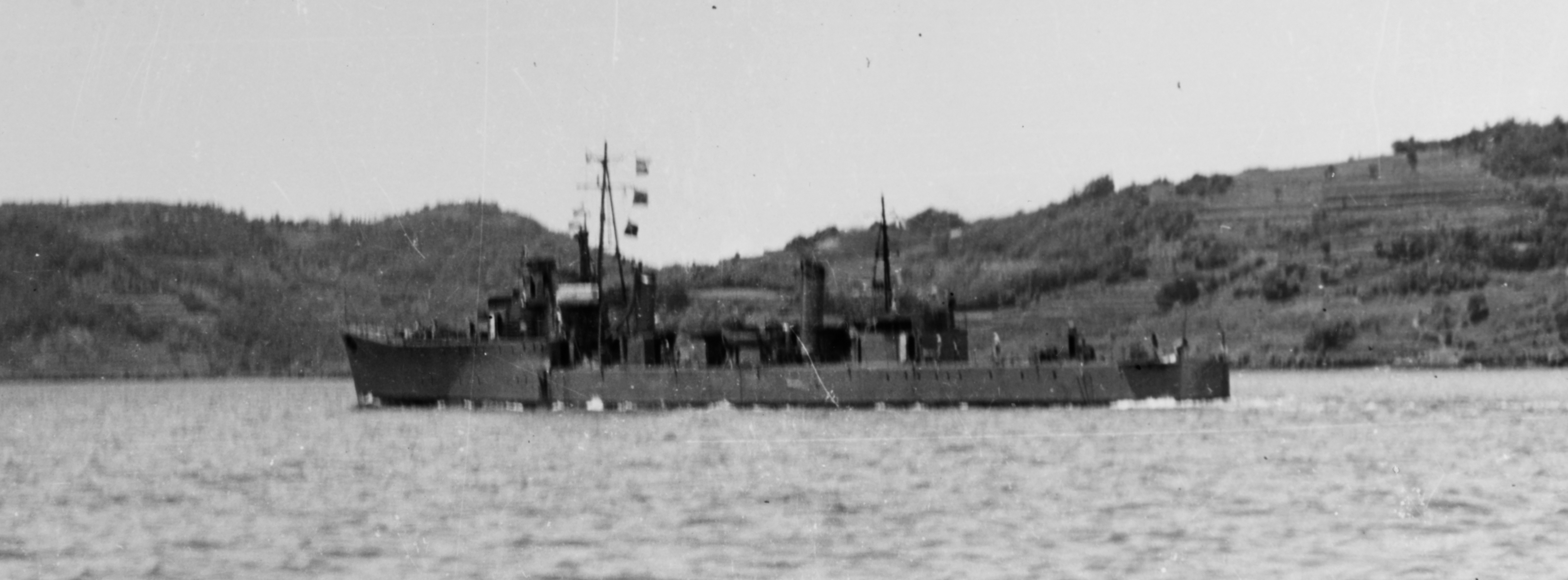
1947年7月撮影。

12月1日に特別輸送艦に指定され、復員輸送に従事。終了後は賠償艦に指定され、1947年（昭和22年）7月31日に中華民国に引渡し、接一〇号と仮命名された後、恵陽（フェイヤン）と正式に命名された。しかし、同型の賠償艦で状態の良かった信陽（旧「初梅」）とは違い、状態の良くなかった華陽（旧「蔦」）や衡陽（旧「楓」）とともに再武装されず任務も与えられなかった。国共内戦中の1949年5月に上海を脱出して台湾に向かった際、淡水で座礁事故を起こし、そのまま修理されないまま1951年に除籍され解体された。

## 歴代艦長
※『艦長たちの軍艦史』364頁による。

### 艤装員長
1. 菊地敏隆 少佐:1944年7月15日[23] - 1944年8月25日[25]

### 駆逐艦長
1. 菊地敏隆 少佐:1944年8月25日[25] - 不明

### 注
1. ↑  一部の二次資料では「涼月」の被雷時刻を10月18日午前零時としている[43]。
2. ↑  機動部隊軍隊区分[10]
  - 第一軍隊区分：主隊（三航戦、四航戦）、巡洋艦戦隊（多摩、五十鈴）
    - 警戒隊：第一駆逐連隊（大淀、桑、槇、杉、桐）、第二駆逐連隊（初月、秋月、若月、霜月）
    - 補給部隊（仁栄丸、たかね丸、秋風、海防艦4隻）

  - 第二軍隊区分：主隊（三航戦、巡洋艦戦隊、第一駆逐連隊）、前衛（四航戦、第二駆逐連隊）
3. ↑  「千歳」の記録では、補給の相手は「桑」となっている[67]
4. ↑  この分離について戦史叢書56 1972, p. 240では「小沢長官（瑞鶴）は燃料不足になった桐に杉を付し台湾高雄に退避させた」と記述している。
5. ↑  (昭和19年10月24日、火曜日)[71](中略)1800頃本隊指揮官より前衛(〈将旗〉日向、伊勢、秋月、若月、涼月、霜月)は敵方に進出残敵を撃滅すべき命あり、航空戦の戦果詳ならず、敵兵力の位置亦不明(以下略)〔 註、秋月型涼月は出撃直前に被雷して内地で修理中[72]。 〕
6. ↑  『USS Enterprise (CV6) Action Report 22-31 October 1944』によれば、同機は午前2時5分に「北緯16度50分 東経125度10分 / 北緯16.833度 東経125.167度の地点で東進する2つのグループに分かれた日本軍部隊を発見した」という報告を行っている。
7. ↑  「室戸」は10月22日に薩南諸島近海でアメリカ潜水艦「シードッグ (USS Sea Dog, SS-401) 」に撃沈された[83]。
8. ↑  南方輸送部隊編成[90]
  - 第4航空戰隊：日向、伊勢
  - 第41駆逐隊：霜月（「涼月」は浸水事故のため不参加[91]）
  - 第31戦隊：五十鈴、桑、桐、梅、桃、杉
9. ↑  12月23日には草鹿参謀長、神重徳参謀、淵田美津雄航空参謀が空路でマニラに乗り込み、現地陸海軍との調整をおこなった[149]。
10. ↑  礼号作戦終了後の1945年（昭和20年）1月1日、シンガポールで第二遊撃部隊旗艦は「日向」から「足柄」に復帰した[153]。
11. ↑  マニラに戻った第2駆逐隊（檜、樫）は1945年（昭和20年）1月5日に「樅」が、1月7日に「檜」が撃沈され、岩上大佐（第52駆逐隊司令）も戦死した[166][167]。
12. ↑  第二遊撃部隊＝南方輸送路の支援及び好機比島方面敵進攻部隊の撃滅、警戒部隊＝台湾海峡及びルソン海峡方面敵潜掃蕩及び台湾ルソン間作戦輸送、第一輸送戦隊＝台湾ルソン間作戦輸送、潜水部隊＝比島方面作戦[171]。